# Monte Prado
Der Monte Prado ist mit 2054 m s.l.m. Höhe der höchste Berg der Toskana. Er liegt im toskanisch-emilianischen Apennin an der Grenze der Regionen Emilia-Romagna und Toskana.
Die Besteigung des Berges ist technisch sehr einfach, es führen ausgeschilderte Wanderwege über Wiesen und Steinwege auf seinen Gipfel.